# Maria Dorotea di Braganza
Maria Dorotea di Braganza (nome completo in portoghese: Maria Francisca Doroteia; 21 settembre 1739 – 14 gennaio 1771) fu una infanta portoghese figlia di Re Giuseppe I del Portogallo e di sua moglie Marianna Vittoria di Spagna.

## Biografia
Maria Dorotea nacque nel Settembre 1739 a Lisbona ed era la terza delle quattro figlie femmine di Re Giuseppe. Fu chiamata in onore della sua bisnonna, Dorotea Sofia di Neuburg. Fu proposta come moglie per Luigi, Delfino di Francia, ma sua madre rifiutò di acconsentire al matrimonio. Morì a Lisbona il 14 gennaio 1771 e il suo corpo fu trasferito nel pantheon nazionale nel Monastero di São Vicente de Fora a Lisbona.

## Ascendenza
|                                     |                        |                                    | Genitori                            |  |  | Nonni |  |  | Bisnonni                 |  |  | Trisnonni                  |  |
|                                     |                        |                                    |                                     |  |  |       |  |  | Pietro II del Portogallo |  |  | Giovanni IV del Portogallo |  |
|                                     |                        |                                    |                                     |  |  |       |  |  | Pietro II del Portogallo |  |  | Giovanni IV del Portogallo |  |
|                                     |                        | Luisa di Guzmán                    |                                     |  |  |       |  |  | Pietro II del Portogallo |  |  |                            |  |
| Giovanni V del Portogallo           |                        |                                    |                                     |  |  |       |  |  | Pietro II del Portogallo |  |  |                            |  |
|                                     |                        | Maria Sofia del Palatinato-Neuburg | Filippo Guglielmo del Palatinato    |  |  |       |  |  |                          |  |  |                            |  |
|                                     |                        | Maria Sofia del Palatinato-Neuburg | Filippo Guglielmo del Palatinato    |  |  |       |  |  |                          |  |  |                            |  |
|                                     |                        | Maria Sofia del Palatinato-Neuburg | Elisabetta Amalia d'Assia-Darmstadt |  |  |       |  |  |                          |  |  |                            |  |
| Giuseppe I del Portogallo           |                        | Maria Sofia del Palatinato-Neuburg |                                     |  |  |       |  |  |                          |  |  |                            |  |
|                                     |                        | Leopoldo I d'Asburgo               | Ferdinando III d'Asburgo            |  |  |       |  |  |                          |  |  |                            |  |
|                                     |                        | Leopoldo I d'Asburgo               | Ferdinando III d'Asburgo            |  |  |       |  |  |                          |  |  |                            |  |
|                                     |                        | Leopoldo I d'Asburgo               | Maria Anna d'Asburgo                |  |  |       |  |  |                          |  |  |                            |  |
| Maria Anna d'Asburgo                |                        | Leopoldo I d'Asburgo               |                                     |  |  |       |  |  |                          |  |  |                            |  |
|                                     |                        | Eleonora del Palatinato-Neuburg    | Filippo Guglielmo del Palatinato    |  |  |       |  |  |                          |  |  |                            |  |
|                                     |                        | Eleonora del Palatinato-Neuburg    | Filippo Guglielmo del Palatinato    |  |  |       |  |  |                          |  |  |                            |  |
|                                     |                        | Eleonora del Palatinato-Neuburg    | Elisabetta Amalia d'Assia-Darmstadt |  |  |       |  |  |                          |  |  |                            |  |
| Maria Dorotea del Portogallo        |                        | Eleonora del Palatinato-Neuburg    |                                     |  |  |       |  |  |                          |  |  |                            |  |
|                                     | Luigi, il Gran Delfino | Luigi XIV di Francia               |                                     |  |  |       |  |  |                          |  |  |                            |  |
|                                     | Luigi, il Gran Delfino | Luigi XIV di Francia               |                                     |  |  |       |  |  |                          |  |  |                            |  |
|                                     | Luigi, il Gran Delfino | Maria Teresa d'Asburgo             |                                     |  |  |       |  |  |                          |  |  |                            |  |
| Filippo V di Spagna                 | Luigi, il Gran Delfino |                                    |                                     |  |  |       |  |  |                          |  |  |                            |  |
|                                     |                        | Maria Anna Vittoria di Baviera     | Ferdinando Maria di Baviera         |  |  |       |  |  |                          |  |  |                            |  |
|                                     |                        | Maria Anna Vittoria di Baviera     | Ferdinando Maria di Baviera         |  |  |       |  |  |                          |  |  |                            |  |
|                                     |                        | Maria Anna Vittoria di Baviera     | Enrichetta Adelaide di Savoia       |  |  |       |  |  |                          |  |  |                            |  |
| Marianna Vittoria di Borbone-Spagna |                        | Maria Anna Vittoria di Baviera     |                                     |  |  |       |  |  |                          |  |  |                            |  |
|                                     |                        | Odoardo II Farnese                 | Ranuccio II Farnese                 |  |  |       |  |  |                          |  |  |                            |  |
|                                     |                        | Odoardo II Farnese                 | Ranuccio II Farnese                 |  |  |       |  |  |                          |  |  |                            |  |
|                                     |                        | Odoardo II Farnese                 | Isabella d'Este                     |  |  |       |  |  |                          |  |  |                            |  |
| Elisabetta Farnese                  |                        | Odoardo II Farnese                 |                                     |  |  |       |  |  |                          |  |  |                            |  |
|                                     |                        | Dorotea Sofia di Neuburg           | Filippo Guglielmo del Palatinato    |  |  |       |  |  |                          |  |  |                            |  |
|                                     |                        | Dorotea Sofia di Neuburg           | Filippo Guglielmo del Palatinato    |  |  |       |  |  |                          |  |  |                            |  |
|                                     |                        | Dorotea Sofia di Neuburg           | Elisabetta Amalia d'Assia-Darmstadt |  |  |       |  |  |                          |  |  |                            |  |
|                                     |                        | Dorotea Sofia di Neuburg           |                                     |  |  |       |  |  |                          |  |  |                            |  |

## Titoli e trattamento
- 21 settembre 1739 - 14 gennaio 1771 Sua Altezza Reale  Infanta Maria Francisca Doroteia del Portogallo